# Mellösa församling
Mellösa församling är en församling  i Oppunda och Villåttinge kontrakt i Strängnäs stift. Församlingen ligger i Flens kommun i Södermanlands län och utgör ett eget pastorat.

## Administrativ historik
Församlingen har medeltida ursprung under namnet Lilla Mellösa församling som namnändrades till det nuvarande 25 augusti 1933. Församlingen var till 1940 moderförsamling i pastoratet Mellösa och Flen och utgör från 1940 ett eget pastorat..

## Kyrkor
- Mellösa kyrka
- Hälleforsnäs kyrka